# بروتو أكري
بروتو أكري (بالبرتغالية: Porto Acre‏) هي بلدية تقع في البرازيل في أكري. يقدر عدد سكانها بـ 13,716 نسمة ومساحتها 2,985 كم2 .